# Hierochloe alpina
Hierochloe alpina là một loài thực vật có hoa trong họ Hòa thảo. Loài này được (Sw.) Roem. & Schult. mô tả khoa học đầu tiên năm 1817.